# Kastanjesauce
Kastanjesauce er en kraftig, brun skysauce (brun sovs), hvori der kommes hakkede, kogte kastanjer. Kan serveres til kalve- og oksekød, koteletter samt til stegt og kogt fjerkræ.
| Mad og drikke | Spire Denne artikel om mad og drikke er en spire som bør udbygges. Du er velkommen til at hjælpe Wikipedia ved at udvide den. |